# 熊营站
熊营站是一个汉丹线上的铁路车站，位于湖北省襄樊市襄阳区牛首镇熊营，建于1960年，目前为四等站，邮政编码为441134。目前客运：办理旅客乘降；不办理行李、包裹托运；不办理货运营业。武汉至安康二线建成后该车站已关闭。